# Mika Kallio
Mika Kallio (Valkeakoski, 8 de novembro de 1982) é um motociclista finlandês.